# Костас Хадзиантониу
Костас Хадзиантониу (на гръцки: Κώστας Χατζηαντωνίου) е гръцки историк, литературен критик и писател на произведения в жанра драма и документалистика – биография и исторически изследвания.

## Биография и творчество
Костас Хадзиантониу е роден през 1965 г. в Родос, Гърция. Израства и завършва средното си образование в Родос. Следва политически науки и публична администрация в Юридическия университет на Атинския университет.
Първата си изява в литературата прави през 1990 г. като издател на литературното списание „Ремви“. Оттогава той си сътрудничи с всички известни литературни списания на Гърция с енциклопедични публикации, критически есета и исторически статии. Литературното му творчество включва кратки разкази, исторически изследвания на елинизма в Мала Азия, Кипър и Химара, есета и биографии.
Първият му роман „Το βιβλίο της μέλαινας ήολής“ (Книгата на черното вино) е издаден през 2001 г.
Вторият му роман „Αγκριτζέντο“ (Агридзенто) е издаден през 2009 г. Романът представя историята на група, за които обикновеният живот не е достатъчен – Павзаний Анхит е странен лекар в напреднала възраст увлечен по древната история и философа Емпедокъл; дъщеря му, художничката Изабела, която търси изкупление, но не чрез изкуството, а в непредвидима лична съдба; криещият се от закона Гаетано, който размишлява над живота си, сваляйки популярни митове относно организираната престъпност; гъркът Линос, който избира да избяга и да се върне към първата си любов, за да се спаси от скуката и от краха на родината си; и католически свещеник, който заедно с брат си помни хора и събития на друга, непозната Сицилия. Историята следва паралелния живот на героите и срещата им в съвременния исторически град Агридженто в Южна Сицилия. През 2011 г. книгата получава наградата за литература на Европейския съюз.
В периода 2009 – 2011 г. е избран за член на Комитета за националните литературни награди на Гърция. Член е на Асоциацията на писателите, на гръцкия ПЕН клуб и на изпълнителния комитет на Фондация „Костис Палама“. От 2015 г. ръководи литературното списание „Корали“ (Το Κοράλλι, Коралите).
Костас Хадзиантониу живее със семейството си в Атина.

## Произведения

### Самостоятелни романи
- Το βιβλίο της μέλαινας ήολής (2001)
- Αγκριτζέντο (2009) – награда за литература на Европейския съюз
- Ο κύκλος του χώματος (2017)

### Сборници, новели и разкази
- Η κόρη του Ιεφθάε (1992)

### Документалистика
- Εθνικισμός και Ελληνικότητα (1993)
- Χειμάρρα (1995)
- Νικόλαος Πλαστήρας (1998) – биография
- Ιστορία της νεότερης Ελλάδας 1821 – 1941 (2002)
- Θεόδωρος Πάγκαλος (2005) – биография
- Κύπρος 1954 – 1974: Από το έπος στην τραγωδία (2007)
- Εναντίον του χρόνου (2008) – награда на ПЕН клуба и награда „Фотеа“
- Αναγνώριση του Παναγιώτη Φωτέα (2008)
- Το χρέος και ο τόκος (2014)
- Η ποίηση και η ποιητική του Κωστή Παλαμά (2016) – антология
- Η πεζογραφία της Θεσσαλονίκη (2016)

#### Серия „Мала Азия“ (Μικρά Ασία)
1. Ο αγώνας 1919 – 1922 (1994)
2. Ιστορία Αρχαίων Χρόνων (1999)
3. Ιστορία Μέσων Αιώνων (1999)
4. στορία Νέων Χρόνων (1999)